# Guglielmo Vicario
Guglielmo Vicario (* 7. Oktober 1996 in Udine) ist ein italienischer Fußballtorwart. Er steht seit Ende Juni 2023 bei Tottenham Hotspur unter Vertrag.

## Spielweise
Aufgrund seiner Geschicklichkeit erhielt er den Spitznamen „Venom Vicario“, in Anlehnung an die gleichnamige Figur aus den Marvel-Comics.

## Karriere

### Vereine
Vicario wurde ab 2013 bei Udinese in seiner Geburtsstadt Udine ausgebildet.
Im Juni 2023 wechselte er zur Saison 2023/24 in die englische Premier League zu Tottenham Hotspur.
Nachdem sich Vicario am 23. November 2024 während des 4:0-Sieges gegen Manchester City am 12. Spieltag der Premier League 2024/25 eine Knöchelfraktur zugezogen und trotzdem das gesamte Spiel absolviert hatte, musste er operiert werden und zwölf Ligaspiele aussetzen. Er kehrte beim Spiel gegen Manchester United am 16. Februar 2025 zurück.

### Nationalmannschaft
Im September 2022 wurde Vicario von Roberto Mancini in den Kader der italienischen Nationalmannschaft für Gruppenspiele die UEFA Nations League 2022/23 berufen, blieb dabei ebenso wie bei der Endrunde des Turniers jedoch ohne Einsatz.
Vicario gab am 24. März 2024 beim 2:0-Sieg gegen Ecuador in Harrison, New Jersey unter dem Nationaltrainer Luciano Spalletti sein Debüt in der italienischen A-Nationalmannschaft.
Am 23. Mai wurde er in den vorläufigen Kader für die Europameisterschaften 2024 berufen.

## Erfolge
- Europa-League-Sieger: 2025 (Tottenham Hotspur)